# تری‌منیزیم سیترات
تری‌منیزیم سیترات (به انگلیسی: Trimagnesium citrate) با فرمول شیمیایی C۱۲H۱۰Mg۳O۱۴ یک ترکیب شیمیایی با شناسه پاب‌کم ۲۰۸۳۵۹۶۲ است. که جرم مولی آن ۴۵۱٫۱۱ g/mol می‌باشد. شکل ظاهری این ترکیب، پودر سفید است.